# Chemin de fer touristique du Tarn
Pour les articles homonymes, voir CFTT.
Le chemin de fer touristique du Tarn (CFTT) est une petite ligne à voie étroite située entre Saint-Lieux-lès-Lavaur et Giroussens, non loin de Saint-Sulpice dans le Tarn en France.

## Caractéristiques
Le CFTT est un chemin de fer touristique exploité par l’Association pour la conservation occitane de véhicules anciens (ACOVA) créée en 1975. Son tracé suit sur une longueur de 3,7 km la plateforme de l’ancienne Compagnie des chemins de fer à voie étroite et tramways à vapeur du Tarn (TVT). L'écartement de la voie est de 0,50 m plus étroit que la voie d’origine à l’écartement de 0,60 m La ligne en exploitation (2,7 km) reconstruite à partir de 1975 relie le village de Saint-Lieux-lès-Lavaur aux Martels. Au delà, la ligne est en cours de prolongement jusqu'au terminus définitif de La Masquière.
L’association possède un important parc constitué de cinq locomotives à vapeur — dont trois classées monument historique —, de trois locomotives électriques, de 25 locotracteurs — dont deux classés —, ainsi qu’une importante collection de matériel roulant remorqué, dont 2 wagons classés.
La période d’exploitation annuelle s’étend de Pâques à fin octobre, y compris le dimanche et les jours fériés, et tous les jours sauf le samedi en juillet et aout. Il est ouvert tous les jours pour les groupes, sur réservation.
Les travaux de réparation du viaduc sur l’Agout sont terminés. À partir de la saison 2025 le train repart de la gare de Saint-Lieux. Le parcours aller et retour s'effectue en environ une heure. Le train quitte la gare de Saint-Lieux, traverse une rue du village, et passe devant le Musée du Chemin de fer Industriel. Il atteint ensuite le viaduc sur l'Agout, avec un magnifique point de vue sur Giroussens. Il serpente à travers champs, traverse le bois de la Garrigole,pour atteindre son terminus. Les trains sont remorqués par des locomotives à vapeur, ou par des locotracteurs diesels anciens
Le Musée du Chemin de Fer Industriel se trouve également à Saint-Lieux-lès-Lavaur. Il présente une importante collection de locomotives et matériels anciens, sept locomotives et wagons sont classés Monument Historique. Des panneaux présentent l'histoire des Tramways à Vapeur du Tarn, et des débuts de l'Association. Tous les véhicules disposent d'un panneau explicatif sur leur origine et leur histoire.

## Les collections
Les listes suivantes ne sont pas exhaustives. (dernière actualisation en septembre 2024) :

### Locomotives à vapeur

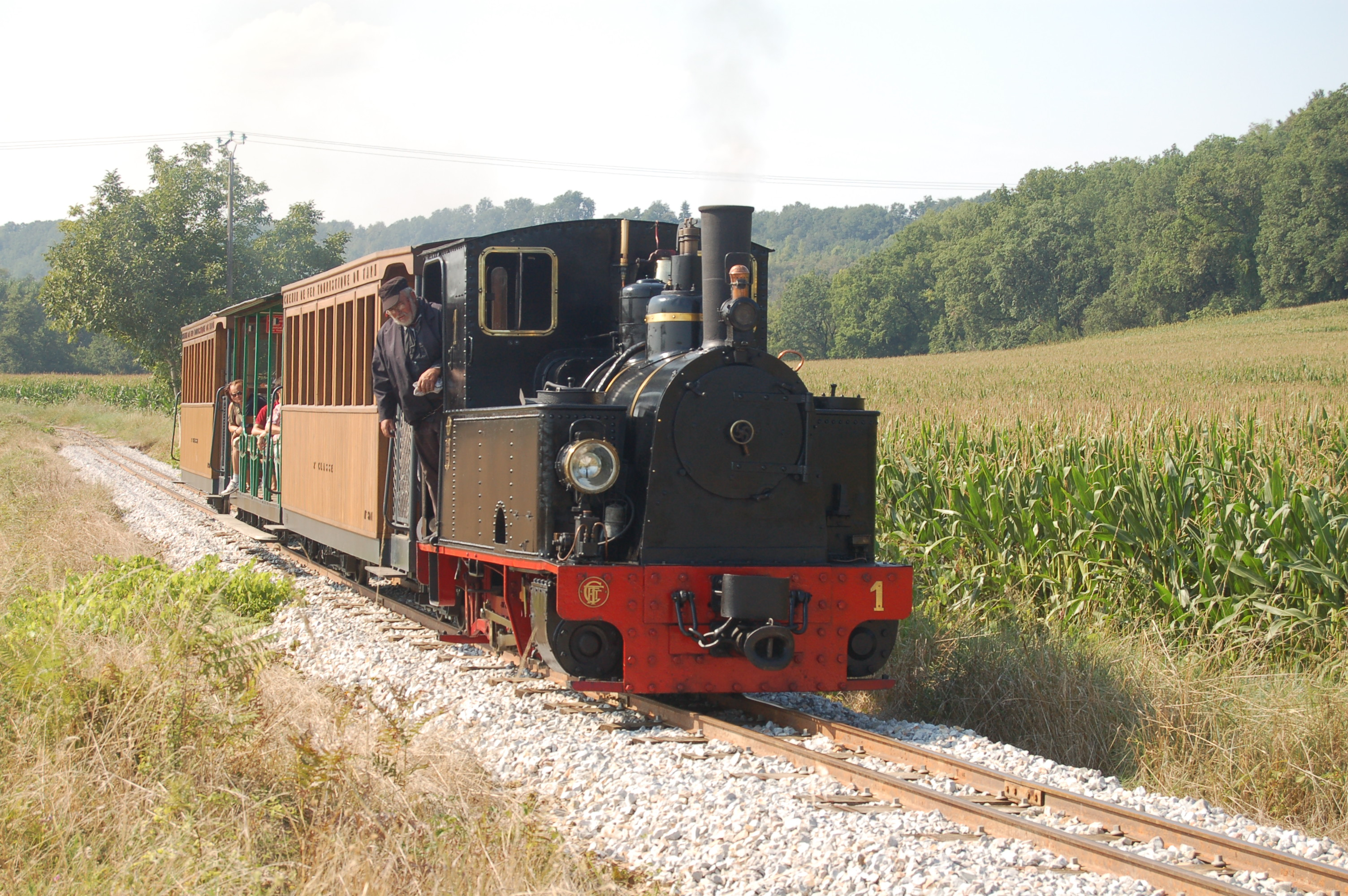
Locomotive Couillet à Giroussens.

| Matricule | Constructeur et date       | État actuel                                   | Informations techniques | Photo |
| --------- | -------------------------- | --------------------------------------------- | ----------------------- | ----- |
| 030T no 1 | Couillet, 1910 (no 1576)   | Hors-service (en attente d'une restauration). | Classé MH (1990)        |       |
| 020T no 2 | Decauville, 1931 (no 1087) | Hors service (exposée au musée).              |                         |       |
| 020T no 3 | Decauville, 1947 (no 1132) |                                               | Classé MH (1990)        |       |
| 020T no 4 | Decauville, 1929 (no 1111) |                                               |                         |       |
| 020T no 5 | Decauville, 1898 (no 288)  | Hors service                                  | Classé MH (2006)        |       |

### Locotracteurs
- 1 locotracteur no 1 Heim de 1955 ;
- 1 locotracteur no 2 type C'C' pétroléo-électrique Crochat de 1918 ;
- 1 locotracteur no 3 Jules WEITZ de 1948 ;
- 1 locotracteur no 4 Campagne de 1915 ;
- 1 locotracteur no 5 Raco de 1948 ;
- 1 locotracteur no 6 Rurhthaler de 1934 ;
- 1 locotracteur no 7 Raco de 1946 ;
- 1 locotracteur no 9 type C'C' pétroléo-électrique Crochat de 1918 ;
- 1 locotracteur no 10 Ruston de 1965 ;
- 1 locotracteur no 11 type C'C' pétroléo-électrique Crochat de 1918 ;
- 1 locotracteur no 12 type C'C' pétroléo-électrique Crochat de 1918  Classé MH (2006)[6] ;
- 1 locotracteur no 13 Heim de 1960 ;
- 1 locotracteur no 14 Patry de 1981 ;
- 1 locotracteur no 15 Decauville de 1939 ;
- 1 locotracteur no 16 Deutz de 1956 ;
- 1 locotracteur no 17 Schöma (de) de 1978 ;
- 1 locotracteur no 18 Heim-Patry de 1961 ;
- 1 locotracteur no 19 Jules WEITZ de 19?? ;
- 1 locotracteur no 20 Heim-Patry de 1961 ;
- 1 locotracteur no 22 LKM de 1957 ;
- 1 locotracteur no 23 Whitcomb (en) de 1945  Inscrit MH (2015)[7] ;
- 1 locotracteur no 24 Billard de 1945 ;
- 1 locotracteur no 25 Renault 1924.

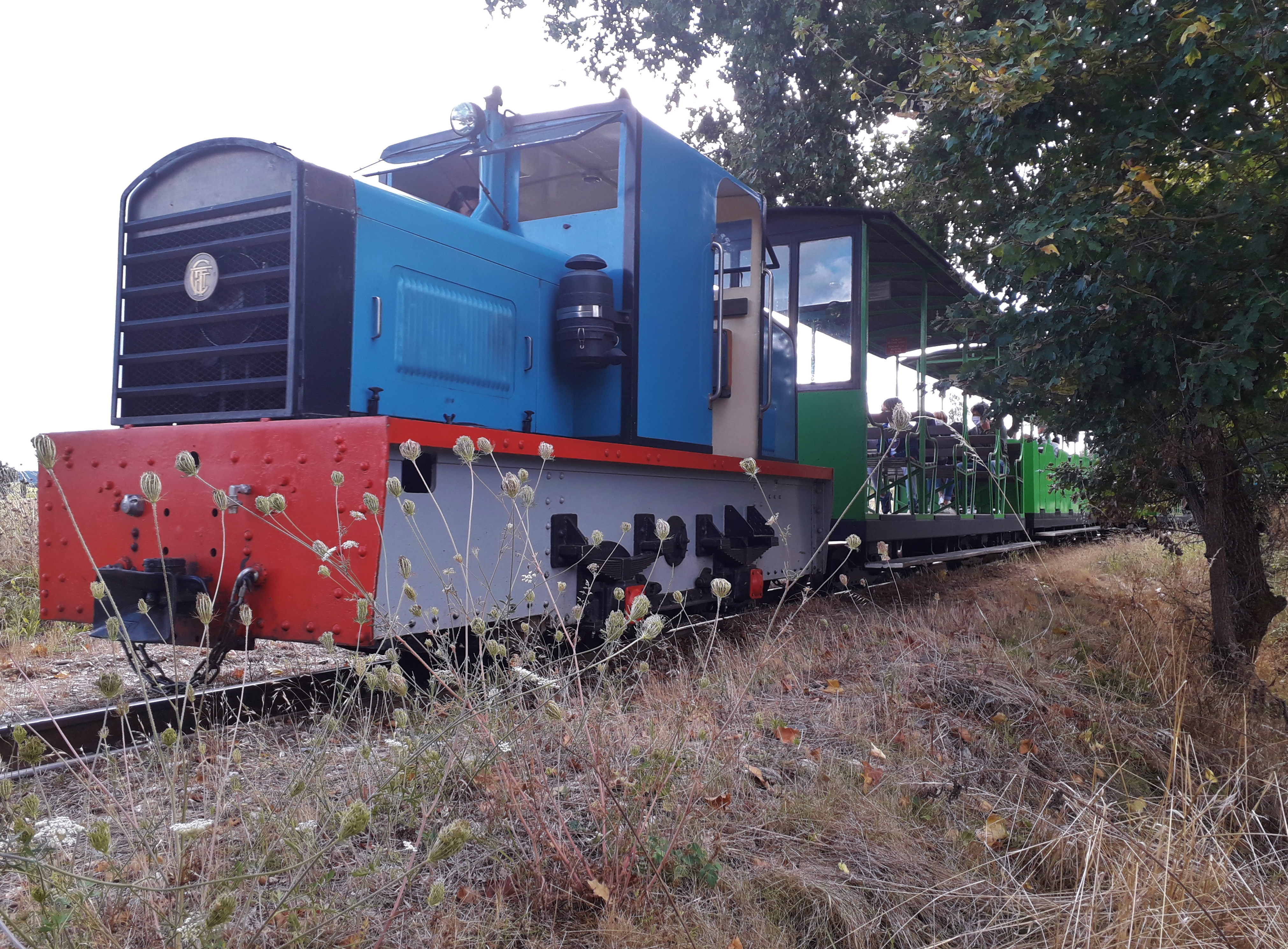
Locotracteur Billard no 24 à Salles.
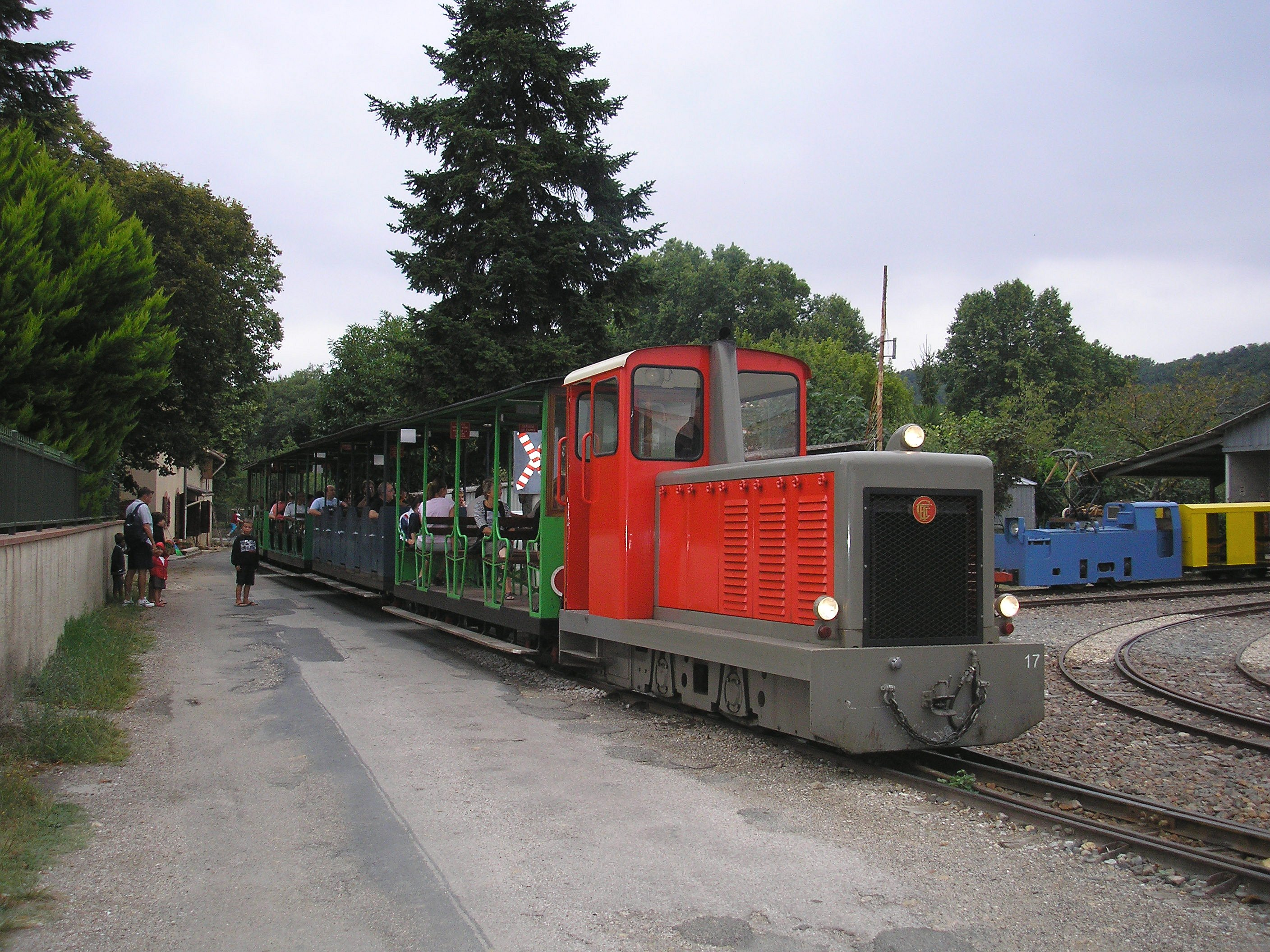
Le locotracteur Schöma no 17.
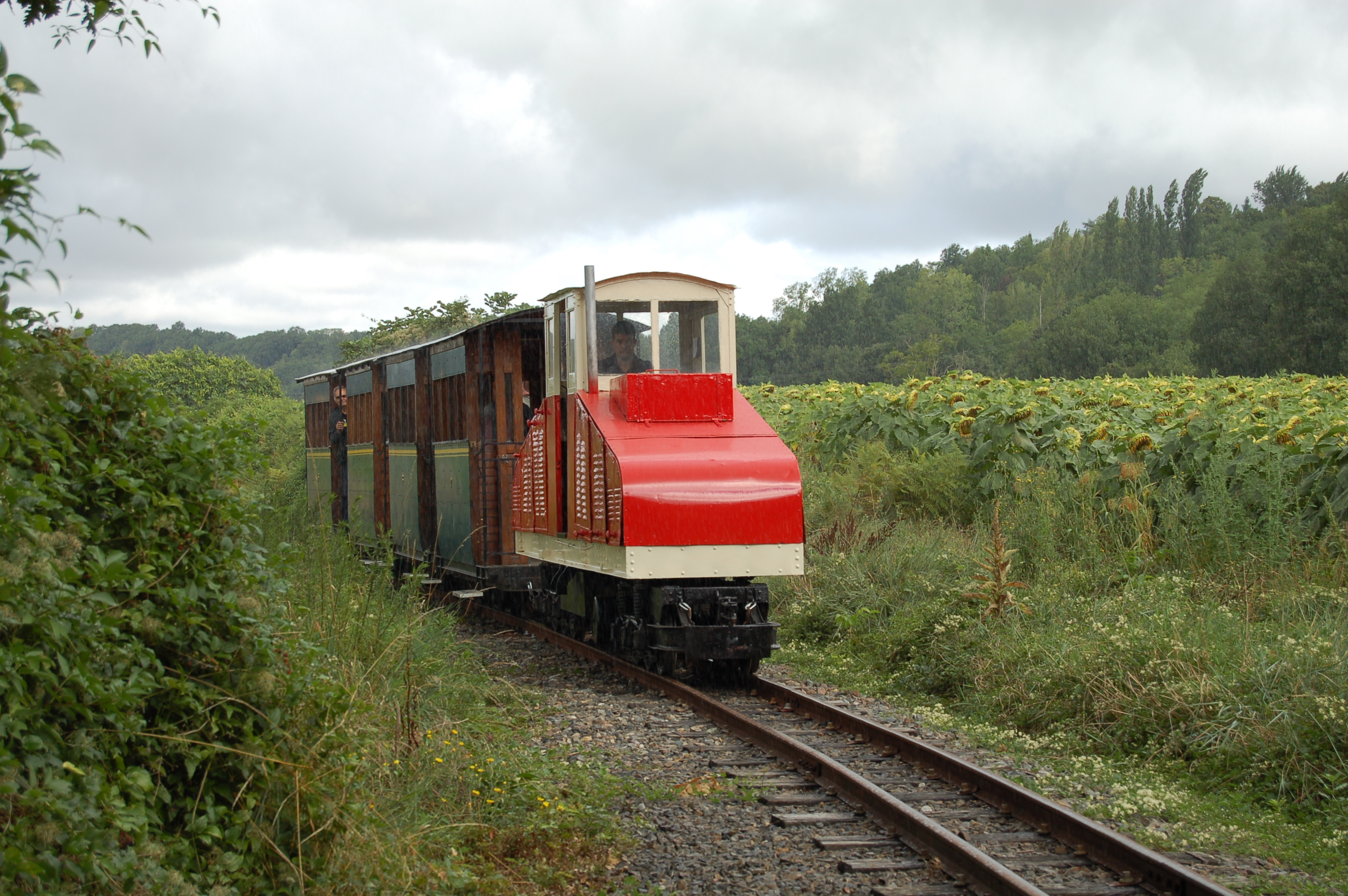
Locotracteur Crochat.

### Locomotives électriques
- 1 locomotive électrique SMDF n°1067 de 1962 ex Mines de Figols
- 1 tracteur à accumulateurs Genty de 1958

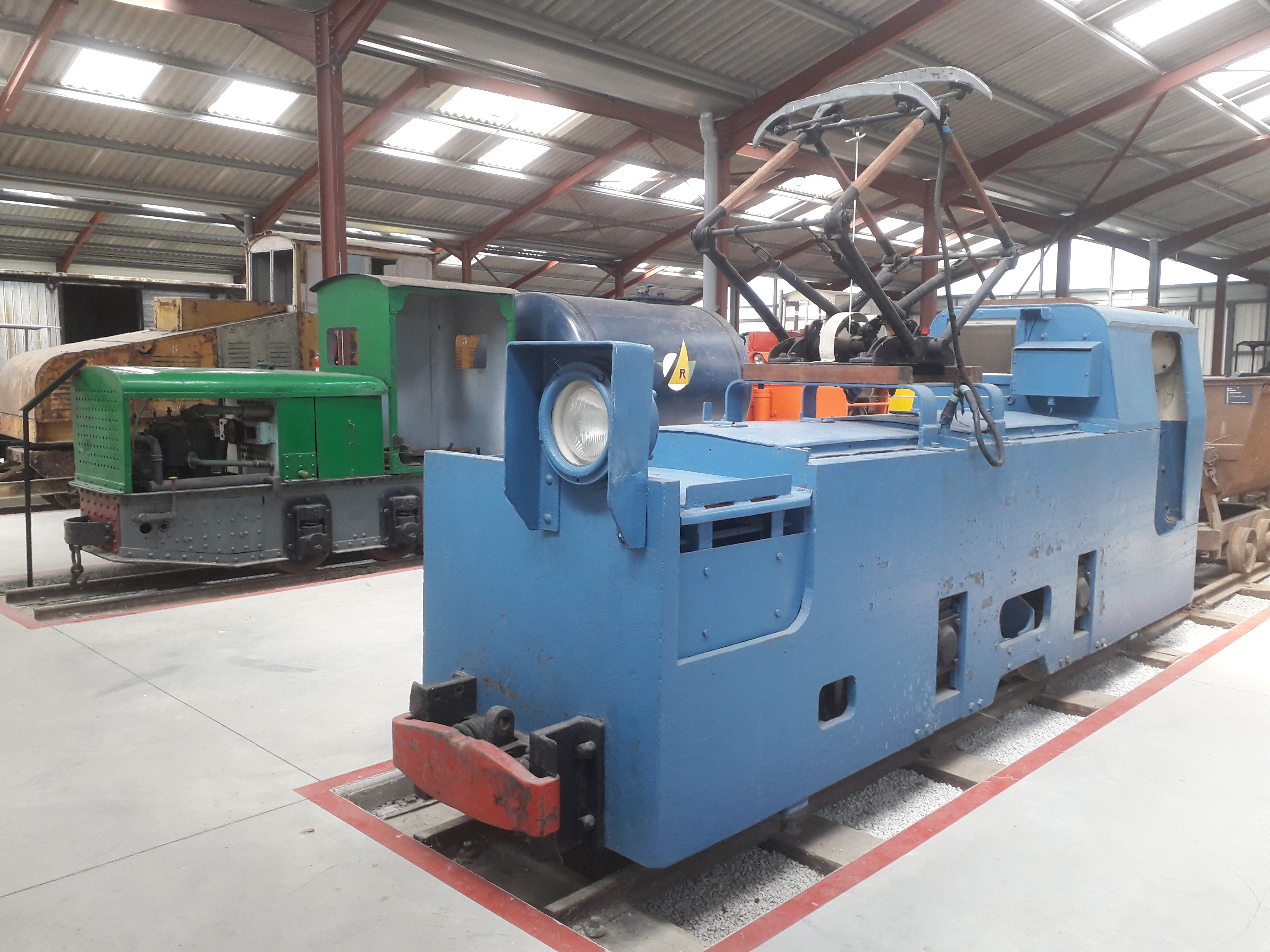
Locomotive SMDF.

- 1 tracteur à accumulateurs Vétra de 1935

### Wagons principaux
- 1 wagon couvert "Pershing" de 1917  Inscrit MH (2015)
- 1 wagon couvert Decauville de 1898, K3 Tramway Pithiviers Toury  Inscrit MH (2015)
- 1 wagon plat Class D de 1915
- 1 fourgon DK55 de 1931 ex Tramway Pithiviers Toury
- 1 wagon couvert Baume & Marpent de 1905 ex Tramway Pithiviers Toury
- 1 wagon surbaissé Pétolat ex SNCF Artouste
- 1 wagon plat ex SNCF Artouste (ancienne baladeuse)

## Sources